# Kis sárgafűbagoly
A kis sárgafűbagoly (Noctua comes) a rovarok (Insecta) osztályának a lepkék (Lepidoptera) rendjéhez, ezen belül a bagolylepkefélék (Noctuidae) családjához tartozó faj.

## Elterjedése
A kis sárgafűbagoly világszerte elterjedt faj. Afrika és Nyugat-Ázsia valamely területén honos, Dél-Amerikába behurcolták. Típusélőhelye Európa, melynek szinte minden részén megtalálható, de Kis-Ázsia mediterrán vidékein is látható. A Brit-szigeteken nagy mennyiségben megtalálható és nagyon gyakori. Magyarországon elszórtan fordul elő, főleg meleg és száraz tölgyesekben gyakori, másutt csak szórványosan van jelen. Számos élőhelyen élhet, beleértve a kerteket, az erdőket és akár az emberlakta épületeket.

## Megjelenése
Elülső szárnya szürkésbarna, kissé szögletes és széles, ennek köszönhetően a faj könnyen elkülöníthető a rokon fajoktól. Hátulsó szárnya narancssárgás színű fekete sávokkal, melynek közepe kis fekete ívvel rendelkezik. A Balkán-félsziget és Anatólia populációi az elülső szárny színét illetően nagy mértékben változóak, Skócia egyes részein pedig sötét árnyaltúak. A test mérete általában 37–49 mm között mozog, szárnyfesztávolsága 37–45 mm. A hernyók általában 45 mm hosszúak.

## Életmódja
A mesterséges fény és a csalétek igen erősen vonzza. Egynemzedékes faj, repülési ideje július végétől egészen szeptember elejéig vagy akár októberig tarthat. A nyár vagy ősz alkalmával a hernyók kikelnek a petékből és utána áttelelnek, a lepke hernyói leggyakrabban március végétől május elejéig fordulnak elő. A hernyók lágy szárú növényeken polifág életmódot folytatnak. A lárvák gazdanövénye a kökény, a galagonya, a fűz, a hanga, a gyűszűvirág és sok más fa vagy cserje. Tavasszal gyakran találhatóak meg galaj fajokon. A hernyók nagyon falánkak, éjszaka táplálkoznak. A teljesen kifejlett lárvák még a májusi hónapban vékony talajréteg alá bábozódnak. A kifejlett lepkék a hőmérséklettől függően 3-6 héten belül kelnek ki.